# Skuta
Skuta – trzeci co do wysokości szczyt Alp Kamnickich w Słowenii. 2547 m n.p.m. Na Skutej leży najdalej na wschód wysunięty lodowiec w Alpach. 